# Пишмание
Пишмание (пашмак, «борода дракона», лёгкая халва, сладкий хлопок) — сладость турецкой кухни, представляющая собой клубки из тонких нитей, состоящих из обжаренных в масле муки и сахара, иногда с добавлением фисташковых орехов, кунжута, ванили или других вкусовых добавок. Может быть описана как нечто среднее между халвой и сахарной ватой. Зрительно напоминает скрученный моток ниток, вкус очень сладкий.
Под другими названиями входит в состав национальных кухонь иных тюркских народов, а также персидской, китайской и корейской кухонь. Ещё более плотной, чем иранская и турецкая лёгкая халва, является индийская сладость соан-папди. Существует версия египетского (коптского) происхождения как самого десерта, так и его названия.
В Китае, Турции, Иране подобными сладостями торгуют с лотков уличные торговцы. Вместе с тем, существует и крупное фабричное производство, продукция которого продаётся в фирменных и прочих магазинах.

## Национальные варианты
Исторически сладость производилась турецкими хозяйками в домашних условиях, однако сегодня эта традиция стала редкой, и пишмание, в основном, производится фабричным способом. Самый ранний рецепт пишмание приводится в книге врача Сервани в 1430-х годах.
В татарской кухне имеется похожее блюдо талкыш калеве (тат. талкыш кәләвә — «волокнистая халва»), которое готовится из сахара, пшеничной муки, масла, мёда и воды. Волокна прессуют и придают конусообразную форму.
В Иране аналогичная сладость известна под именем пашмак. Впервые упоминается поэтом Абу Исхаком по прозвищу Бушак в XV веке. Слово «пашмак» происходит от слова «пашм», означающего шерсть (см. пашмина). Родиной пашмака считается город Йезд.
Аналогичная сладость китайской кухни носит название «борода дракона». Из китайской кухни эта сладость вместе с китайской диаспорой распространилась по Восточной Азии, проникнув также на рынок Канады и США. Классическая «борода дракона» изготовляется из сахара, кукурузного сиропа, рисовой муки, арахиса, кунжута и кокосовой стружки. Внешне не слишком отличается от пишмание и пашмака. В отличие от пишмание, внутрь бороды дракона дополнительно заворачивают сладкую начинку. Есть её рекомендуется сразу же после приготовления (в то время как фабрично изготовленное пишмание имеет достаточно длительный срок хранения). Сладость «борода дракона» ассоциировалась в Китае с аристократией, и в ходе культурной революции практически вышла из употребления в самом Китае, сохранившись в диаспоре и постепенно возродившись с ростом капиталистических отношений. Аналогичная сладость корейской кухни именуется «медовый клубок» (ккультхарэ).

## Галерея

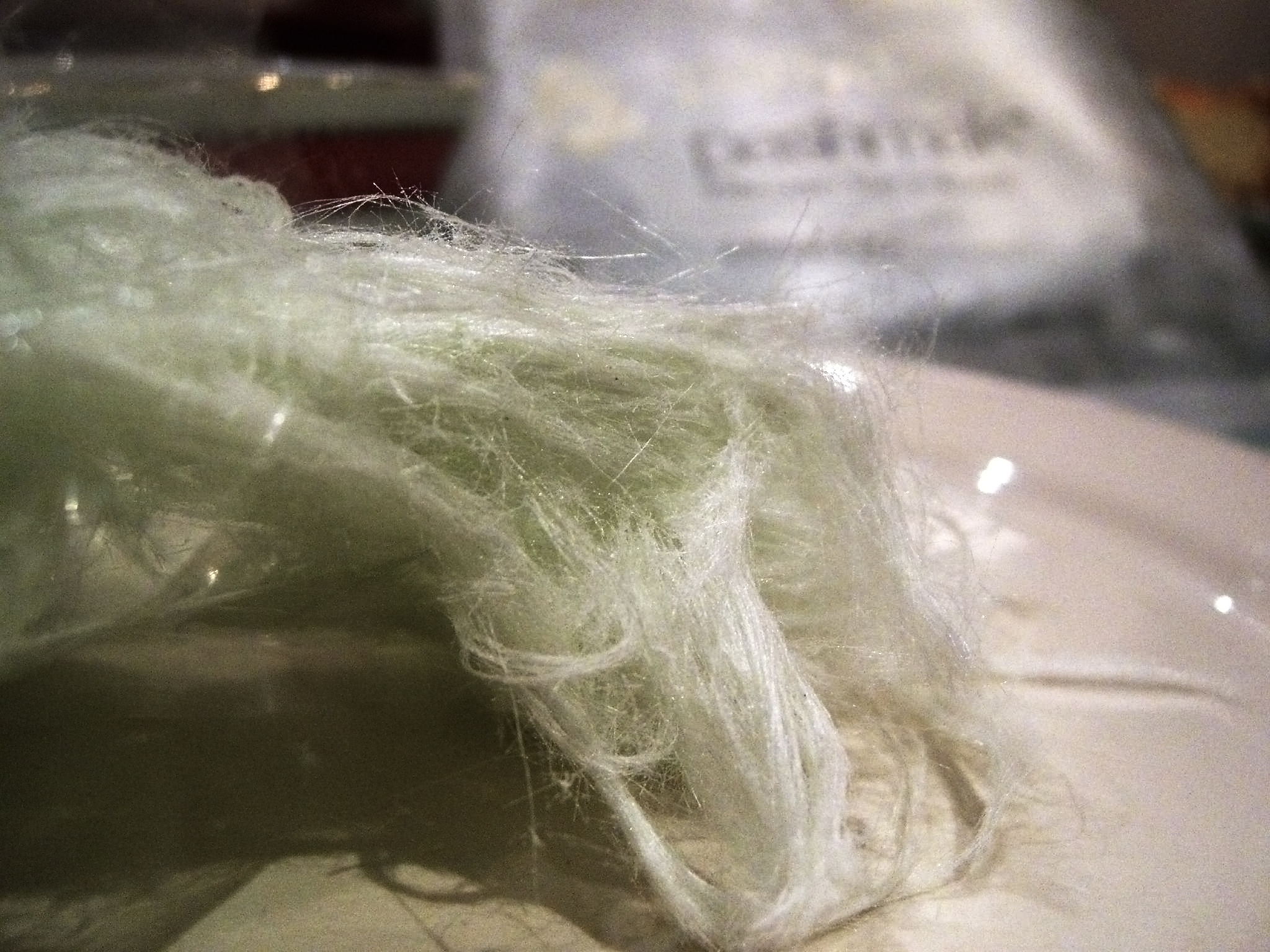
Иранский пашмак
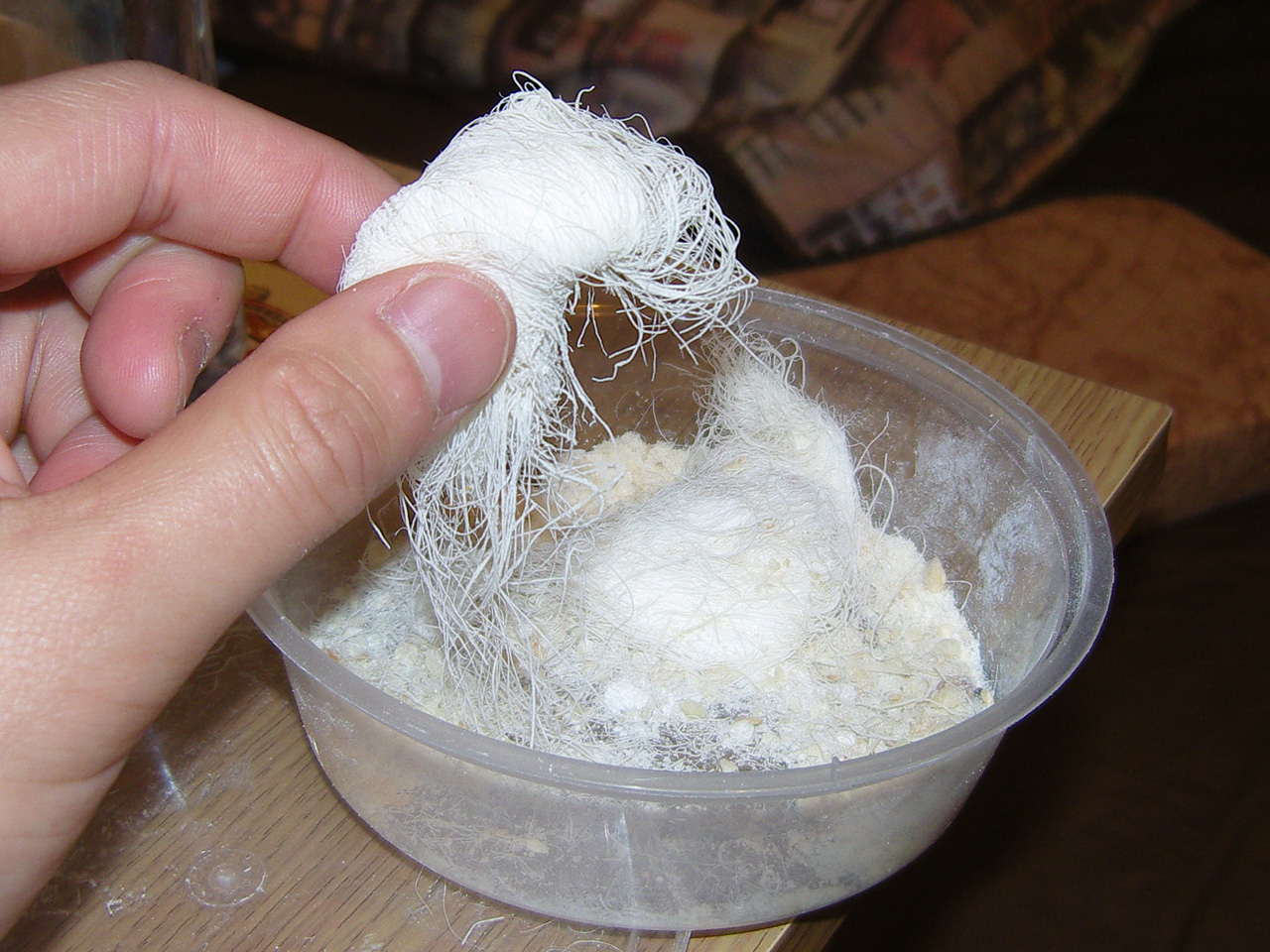
Китайский десерт «борода дракона[англ.]*»
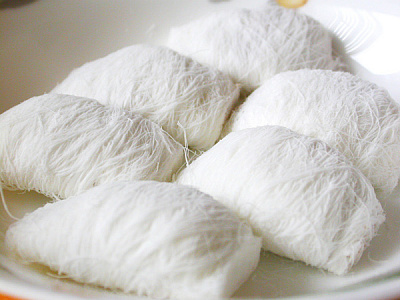
Корейский ккультхарэ